# In My Arms (Purple Disco Machine)
In My Arms è un singolo di Purple Disco Machine, pubblicato il 7 febbraio 2020.

## Tracce
1. In My Arms – 3:25

## Classifiche
| Classifica (2020) | Posizione massima |
| ----------------- | ----------------- |
| Belgio (Fiandre)  | 62                |
| Belgio (Vallonia) | 60                |